# Coelioxys tenacior
Coelioxys tenacior är en biart som beskrevs av Holmberg 1916. Coelioxys tenacior ingår i släktet kägelbin, och familjen buksamlarbin. Inga underarter finns listade i Catalogue of Life.